# Partecipanti al Giro del Veneto 2024
Elenco dei partecipanti al Giro del Veneto 2024.
Il Giro del Veneto 2024 è stato la ottantasettesima edizione della corsa. Alla competizione presero parte 18 squadre: 9 con licenza UCI World Tour 2024, 6 UCI ProTeam e 3 UCI Continental Team.
Partenza con 121 ciclisti accreditati.

## Corridori per squadra
Nota: R ritirato, NP non partito, FT fuori tempo, SQ squalificato
| Alpecin-Deceuninck                 | Alpecin-Deceuninck                 | Alpecin-Deceuninck                 | Arkéa-B&B Hotels          | Arkéa-B&B Hotels           | Arkéa-B&B Hotels          | Astana Qazaqstan Team         | Astana Qazaqstan Team         | Astana Qazaqstan Team         |
| ---------------------------------- | ---------------------------------- | ---------------------------------- | ------------------------- | -------------------------- | ------------------------- | ----------------------------- | ----------------------------- | ----------------------------- |
| N°                                 | Ciclista                           | Clas.                              | N°                        | Ciclista                   | Clas.                     | N°                            | Ciclista                      | Clas.                         |
| 1                                  | Nicola Conci                       | 69°                                | 11                        | Vincenzo Albanese          | NP                        | 21                            | Samuele Battistella           | 15°                           |
| 2                                  | Luca Vergallito                    | R                                  | 12                        | Amaury Capiot              | 21°                       | 22                            | Cees Bol                      | 38°                           |
| 3                                  | Tobias Bayer                       | 53°                                | 13                        | Anthony Delaplace          | 65°                       | 23                            | Harold Martín López           | 24°                           |
| 4                                  | Kaden Groves                       | R                                  | 14                        | Simon Guglielmi            | 12°                       | 24                            | Santiago Umba                 | 50°                           |
| 6                                  | Axel Laurance                      | 14°                                | 15                        | Laurens Huys               | R                         | 25                            | Davide Toneatti               | 9°                            |
| 7                                  | Xandro Meurisse                    | 2°                                 | 16                        | Florian Sénéchal           | 27°                       | 26                            | Simone Velasco                | 62°                           |
|                                    |                                    |                                    | 17                        | Łukasz Owsian              | 36°                       | 27                            | Mattia Negrente               | 45°                           |
| Cofidis                            | Cofidis                            | Cofidis                            | Groupama-FDJ              | Groupama-FDJ               | Groupama-FDJ              | Intermarché-Wanty             | Intermarché-Wanty             | Intermarché-Wanty             |
| N°                                 | Ciclista                           | Clas.                              | N°                        | Ciclista                   | Clas.                     | N°                            | Ciclista                      | Clas.                         |
| 32                                 | Ilan Larmet                        | R                                  | 41                        | Romain Grégoire            | 3°                        | 51                            | Vito Braet                    | R                             |
| 33                                 | Alexis Gougeard                    | R                                  | 42                        | Titouan Fontaine           | R                         | 52                            | Francesco Busatto             | 55°                           |
| 34                                 | Ben Hermans                        | 26°                                | 43                        | Maxime Decomble            | 49°                       | 53                            | Victor Hannes                 | 48°                           |
| 35                                 | Jonathan Lastra                    | R                                  | 44                        | Thibaud Gruel              | 16°                       | 54                            | Simone Gualdi                 | 32°                           |
| 36                                 | Benjamin Thomas                    | 61°                                | 45                        | Rudy Molard                | R                         | 55                            | Simone Petilli                | R                             |
|                                    |                                    |                                    | 46                        | Rémy Rochas                | 25°                       | 56                            | Lorenzo Rota                  | 7°                            |
| 47                                 | Enzo Paleni                        | 47°                                | 57                        | Georg Zimmermann           | 46°                       |                               |                               |                               |
| Movistar Team                      | Movistar Team                      | Movistar Team                      | Team Jayco AlUla          | Team Jayco AlUla           | Team Jayco AlUla          | UAE Team Emirates             | UAE Team Emirates             | UAE Team Emirates             |
| N°                                 | Ciclista                           | Clas.                              | N°                        | Ciclista                   | Clas.                     | N°                            | Ciclista                      | Clas.                         |
| 61                                 | Davide Formolo                     | 41°                                | 71                        | Alessandro De Marchi       | R                         | 81                            | Filippo Baroncini             | 30°                           |
| 62                                 | Jon Barrenetxea                    | 22°                                | 72                        | Davide De Pretto           | 4°                        | 82                            | Luca Giaimi                   | R                             |
| 63                                 | Will Barta                         | 67°                                | 73                        | Eddie Dunbar               | R                         | 83                            | Alessandro Covi               | R                             |
| 64                                 | Lorenzo Milesi                     | R                                  | 74                        | Anders Foldager            | 23°                       | 84                            | Finn Fisher-Black             | 74°                           |
| 65                                 | Nairo Quintana                     | R                                  | 75                        | Christopher Juul Jensen    | 70°                       | 85                            | Marc Hirschi                  | 5°                            |
| 66                                 | Einer Rubio                        | 11°                                | 77                        | Filippo Zana               | 13°                       | 86                            | Diego Ulissi                  | 28°                           |
| 67                                 | Pelayo Sánchez                     | R                                  |                           |                            |                           | 87                            | Jay Vine                      | 17°                           |
| Corratec Vini Fantini              | Corratec Vini Fantini              | Corratec Vini Fantini              | Israel-Premier Tech       | Israel-Premier Tech        | Israel-Premier Tech       | Q36.5 Pro Cycling Team        | Q36.5 Pro Cycling Team        | Q36.5 Pro Cycling Team        |
| N°                                 | Ciclista                           | Clas.                              | N°                        | Ciclista                   | Clas.                     | N°                            | Ciclista                      | Clas.                         |
| 91                                 | Alexandre Balmer                   | 51°                                | 101                       | Marco Frigo                | 18°                       | 111                           | Negasi Haylu Abreha           | 71°                           |
| 92                                 | Giulio Masotto                     | R                                  | 102                       | Hugo Hofstetter            | R                         | 112                           | Gianluca Brambilla            | 42°                           |
| 93                                 | Antoine Debons                     | R                                  | 103                       | Hugo Houle                 | R                         | 113                           | Walter Calzoni                | 39°                           |
| 94                                 | Davide Baldaccini                  | R                                  | 104                       | Matthew Riccitello         | 60°                       | 114                           | Marcel Camprubí               | 43°                           |
| 95                                 | Valentin Darbellay                 | R                                  | 105                       | Corbin Strong              | 1°                        | 115                           | Filippo Conca                 | 35°                           |
| 96                                 | Andrij Ponomar                     | 44°                                | 106                       | Moritz Kretschy            | R                         | 116                           | Nicolò Parisini               | 29°                           |
| 97                                 | Arnaud Tissières                   | 57°                                | 107                       | Pau Martí                  | 66°                       | CAN                           | Nickolas Zukowsky             | R                             |
| Team Polti Kometa                  | Team Polti Kometa                  | Team Polti Kometa                  | Uno-X Mobility            | Uno-X Mobility             | Uno-X Mobility            | VF Group-Bardiani CSF-Faizanè | VF Group-Bardiani CSF-Faizanè | VF Group-Bardiani CSF-Faizanè |
| N°                                 | Ciclista                           | Clas.                              | N°                        | Ciclista                   | Clas.                     | N°                            | Ciclista                      | Clas.                         |
| 121                                | Mirco Maestri                      | 37°                                | 131                       | Magnus Cort Nielsen        | 20°                       | 141                           | Luca Covili                   | R                             |
| 122                                | Germán Darío Gómez                 | R                                  | 132                       | Anders Halland Johannessen | 72°                       | 142                           | Filippo Fiorelli              | 8°                            |
| 123                                | Jhonatan Restrepo                  | R                                  | 133                       | Tobias Halland Johannessen | 10°                       | 143                           | Filippo Magli                 | 40°                           |
| 124                                | Mattia Bais                        | 6°                                 | 134                       | Ådne Holter                | R                         | 144                           | Guido Pellizzari              | 19°                           |
| 125                                | Fernando Tercero                   | 52°                                | 135                       | Johannes Kulset            | 31°                       | 145                           | Alessandro Pinarello          | R                             |
| 126                                | Davide De Cassan                   | 59°                                | 136                       | Andreas Leknessund         | 73°                       | 146                           | Matteo Scalco                 | R                             |
| 127                                | Andrea Pietrobon                   | 68°                                | 137                       | Idar Andersen              | 34°                       | 147                           | Alessandro Tonelli            | 64°                           |
| General Store-Essegibi-F.lli Curia | General Store-Essegibi-F.lli Curia | General Store-Essegibi-F.lli Curia | MG.K Vis Colors for Peace | MG.K Vis Colors for Peace  | MG.K Vis Colors for Peace | Biesse-Carrera                | Biesse-Carrera                | Biesse-Carrera                |
| N°                                 | Ciclista                           | Clas.                              | N°                        | Ciclista                   | Clas.                     | N°                            | Ciclista                      | Clas.                         |
| 151                                | Riccardo Biondani                  | R                                  | 161                       | Davide Bauce               | R                         | 171                           | Nicolò Arrighetti             | 33°                           |
| 152                                | Giovanni Bortoluzzi                | R                                  | 162                       | Mattia Di Felice           | R                         | 172                           | Davide Donati                 | 63°                           |
| 153                                | Domenico Cirlincione               | R                                  | 163                       | Simone Carrò               | 54°                       | 173                           | Lorenzo Galimberti            | 56°                           |
| 154                                | Filippo D'Aiuto                    | R                                  | 164                       | Ben Granger                | R                         | 174                           | Luca Maggia                   | R                             |
| 155                                | Marco Palomba                      | R                                  | 165                       | Gaddo Gavilli              | NP                        | 175                           | Andrea Montoli                | 58°                           |
| 156                                | Kevin Pezzo Rosola                 | R                                  | 167                       | Matteo Spreafico           | R                         | 176                           | Marco Oliosi                  | R                             |
| 157                                | Ettore Pozza                       | R                                  |                           |                            |                           | 177                           | Nicolò Pettiti                | R                             |